# Ghiacciaio Risimina
Il ghiacciaio Risimina (in inglese Risimina Glacier) è un ghiacciaio lungo 10 km e largo 4,5, situato sulla costa di Nordenskjöld, nella parte orientale della Terra di Graham, in Antartide. In particolare, il ghiacciaio si trova sulle cime di Lovech, a sud del ghiacciaio Zlokuchene e a nord del piede del ghiacciaio Rogosh, e da qui fluisce verso est-sud-est, scorrendo lungo il versante sud-orientale del monte Moriya, fino ad arrivare nella baia Mundraga, poco a ovest del nunatak Pedersen.

## Storia
Il ghiacciaio Risimina è stato così battezzato dalla Commissione bulgara per i toponimi antartici in onore della grotta Risimina, nella Bulgaria nord-occidentale. 